# Синлунтай
Синлунта́й (кит. упр. 兴隆台, пиньинь Xīnglóngtái) — район городского подчинения городского округа Паньцзинь провинции Ляонин (КНР). Политический, экономический и культурный центр Паньцзиня.

## Происхождение названия
В 1644 году, когда пала империя Мин, в этих местах имелась наблюдательная вышка. Под воздействием ветра и дождей она в этом году тоже упала, поэтому местные жители назвали эти места «Кулун тай» (窟窿台), то есть «Башня упадка», «Башня запустения».
В 1861 году местные жители решили, что месту нужно более оптимистичное название, и переименовали его в «Синлун тай» (兴隆台), то есть «Башня процветания».

## История
В 1984 году Госсоветом КНР было принято решение (вступившее в силу с 1 января 1985 года) о создании из входивших до этого в подчинение властям Инкоу уездов Паньшань и Дава городского округа Паньцзинь; при этом уезд Паньшань ликвидировался, а вместо него были образованы три района: Паньшань, Синлунтай и Пригородный район.

## Административное деление
Район Синлунтай делится на 18 уличных комитетов.

## Соседние административные единицы
Район Синлунтай на юге граничит с районом Дава, на севере — с районом Шуантайцзы и уездом Паньшань.